# Amata vitrea
Amata vitrea là một loài bướm đêm thuộc phân họ Arctiinae, họ Erebidae.